# Aachener Schule (Architektur)
Als Aachener Schule wird die Lehre der Architekturfakultät der RWTH Aachen bezeichnet, die nach 1926, mit der Berufung René von Schöfers auf den Lehrstuhl für Formenlehre, Bauformenlehre, Städtebau und Baugestaltung, die allgemein historisierende Baustilkunde als Entwurfsgrundlage aufgibt. Sie setzt sich mit den Herausforderungen von landschaftsgebundenen, ortstypischen Bautraditionen auseinander und vermittelt diese als ein Planen und Bauen im Bestand im Sinne einer gemäßigten, geschichtsbewussten Moderne. Wesentliche Grundlagen und Merkmale der Architekturlehre der Aachener Schule sind neben der Baukonstruktion und dem Städtebau, die Bauforschung (Bestands- und Bauaufnahme), Baugeschichte und Werklehre.
Maßgebliche Vertreter der Aachener Schule sind neben René von Schöfer  Gottfried Böhm, Otto Gruber, Elmar Hillebrand, Michael Jansen, Erich Kühn, Hans Mehrtens,  Jan Pieper, Ingeborg Schild, Hans Schwippert, Rudolf Steinbach, Anton Wendling und Willy Weyres.